# Karl Frenzel
Karl August Wilhelm Frenzel (ur. 20 sierpnia 1911 w Zehdenick, zm. 2 września 1996 w Garbsen) – niemiecki stolarz, SS-Oberscharführer, zbrodniarz hitlerowski.
Był zdeklarowanym zwolennikiem nazizmu. W latach 1940–1942 uczestniczył w akcji T4. Następnie został przeniesiony do okupowanej Polski, aby wziąć udział w eksterminacji Żydów. W kwietniu 1942 roku rozpoczął służbę w obozie zagłady w Sobiborze. Przebywał tam aż do momentu likwidacji obozu w grudniu 1943 roku. Pełnił funkcję kierownika tzw. obozu I i był uznawany za jednego z najokrutniejszych esesmanów w Sobiborze. W ostatnim okresie wojny służył na wybrzeżu Adriatyku.
Po wojnie zamieszkał w Niemczech Zachodnich. Był sądzony w procesie załogi Sobiboru, który toczył się w Hagen w latach 1965–1966. Został skazany na karę dożywotniego pozbawienia wolności.

## Życiorys

### Młodość i udział w akcji T4
Był synem kolejarza. Miał dwóch braci i siostrę. W latach 1918–1926 uczęszczał do szkoły podstawowej w Oranienburgu. Następnie powrócił do rodzimego Zehdenick, gdzie przez cztery lata terminował na stolarza. Nie zdołał jednak znaleźć zatrudnienia w tym zawodzie, stąd przez pewien czas pracował w rolnictwie, a następnie jako kierowca w zakładzie rzeźniczym. W sierpniu 1930 roku wstąpił do NSDAP i SA. W nagrodę za aktywną działalność na rzecz ruchu nazistowskiego otrzymał z rąk Adolfa Hitlera honorowy sztylet NSDAP. Dzięki swym znajomościom w partii zdołał latem 1933 roku uzyskać posadę policjanta w Zielonej Górze. Po kilku miesiącach odszedł jednak z policji i zatrudnił się w fabryce wyrobów metalowych. W 1934 roku zawarł związek małżeński. Od 1935 roku do sierpnia 1939 roku pracował jako dozorca na zamku w Lwówku Śląskim.
Na krótko przed wybuchem II wojny światowej został zmobilizowany i przydzielony do batalionu budowlanego. Pod koniec 1939 roku dowiedział się, że godni zaufania członkowie partii są poszukiwani do udziału w realizacji „zadania specjalnego”. Zgłosił się na ochotnika, dołączając w ten sposób do personelu akcji T4, czyli tajnego programu eksterminacji osób psychicznie chorych i niepełnosprawnych umysłowo. Początkowo służył jako strażnik w „ośrodku eutanazji” w Grafeneck. Pod koniec 1940 roku, po uprzednim krótkim pobycie w ośrodku w Bernburgu, rozpoczął służbę w ośrodku w Hadamarze. Urządził komory gazowe w tamtejszej piwnicy, a później pełnił funkcję „palacza” w krematorium. Pod koniec 1941 roku powrócił do Bernburga, aby pomóc w demontażu znajdujących się tam „urządzeń eksterminacyjnych”.

### Sobibór
Wiosną 1942 roku, podobnie jak wielu innych uczestników akcji T4, został przeniesiony do okupowanej Polski, aby wziąć udział w eksterminacji Żydów. Przyznano mu także stopień SS-Oberscharführera. Pod koniec kwietnia 1942 roku rozpoczął służbę w nowo utworzonym obozie zagłady w Sobiborze. Wkrótce objął funkcję kierownika obozu I, czyli strefy mieszkalnej dla „Żydów pracujących”, którym oszczędzono natychmiastowej śmierci w komorach gazowych (zastąpił na tym stanowisku Bruno Weissa). To on najczęściej prowadził tam poranne apele. Odpowiadał za bezpieczeństwo Reichsführera-SS Heinricha Himmlera, gdy ten przeprowadzał inspekcję w Sobiborze.
Był uznawany za jednego z najokrutniejszych – obok Gustava Wagnera i Huberta Gomerskiego – esesmanów w Sobiborze. Podczas przyjmowania transportów znajdował się zazwyczaj na obozowej rampie, gdzie nadzorował pracę „komanda kolejowego”. Razem z Wagnerem przeprowadzał selekcję nowo przybyłych ofiar, decydując kto zostanie przydzielony do komand roboczych, a kto skierowany wprost z rampy do komór gazowych. Ponadto wyławiał z tłumu osoby starsze, chorych i wyczerpanych, a także małe dzieci bez opiekunów, które następnie wysyłał na egzekucję do obozu III. Często posługiwał się pejczem, aby wymusić posłuszeństwo ofiar i zmusić je do szybszego wykonywania poleceń. Świadkowie zeznali, że co najmniej kilkukrotnie zdarzyło mu się zastrzelić Żydów, którzy odmówili wyjścia z wagonu lub usiłowali się ukryć pod zwłokami osób zmarłych w czasie transportu. Kilkoro ocalałych więźniów zeznało ponadto, że mordował małe dzieci i niemowlęta, rozrywając je gołymi rękoma lub roztrzaskując im głowy o ściany wagonów. 
Jako kierownik obozu I był dla „Żydów pracujących” panem życia i śmierci. Upokarzał, terroryzował i maltretował więźniów, lubując się zwłaszcza w katowaniu ich pejczem. Selekcjonował ich także pod względem zdolności do pracy, wysyłając chorych i wyczerpanych na egzekucję do obozu III. Gdy dwóch Żydów uciekło z obozu, osobiście wybrał około 10–20 więźniów, którzy zostali następnie rozstrzelani. Innym razem, podczas egzekucji 72 żydowskich mężczyzn z Holandii, rozkazał holenderskim Żydówkom śpiewać piosenki, a następnie zorganizował „zabawę taneczną”. Przy innej okazji miał wraz z Wagnerem urządzić „konkurs strzelecki”, polegający na strzelaniu do wiader ustawionych na głowach więźniów; zabito wtedy piętnastu Żydów. Gdy pewnego razu jeden z holenderskich Żydów usiłował popełnić samobójstwo, podcinając sobie żyły, Frenzel polecił sprowadzić konającego, po czym na oczach zgromadzonych na apelu więźniów wychłostał go i zastrzelił. Wcześniej oznajmił, że życie każdego Żyda należy do Niemców i tylko oni mogą podjąć decyzję o jego odebraniu.
14 października 1943 roku w Sobiborze wybuchło powstanie więźniów. Ze względu na prominentną funkcję, którą pełnił w obozie, Frenzel był jednym z głównych celów konspiratorów. Zamierzając potajemnie go zlikwidować, zaprosili go do warsztatu stolarskiego, rzekomo w celu odbioru zamówionej szafki. Frenzel nie pojawił się jednak w stolarni o wskazanej godzinie, gdyż brał wtedy prysznic. Okazało się to jednym z czynników, które nie pozwoliły powstańcom w pełni zrealizować ich planów. W kulminacyjnym momencie buntu Frenzel ogniem pistoletu maszynowego usiłował powstrzymać uciekających Żydów. Następnie z powodu nieobecności Franza Reichleitnera i Gustava Wagnera oraz śmierci Johanna Niemanna przejściowo objął dowodzenie nad obozową załogą. To on wieczorem 14 października wezwał na pomoc stacjonujące w pobliżu Sobiboru jednostki SS, Wehrmachtu i policji. 
W kolejnych tygodniach uczestniczył w pracach związanych z likwidacją obozu. Na przełomie listopada i grudnia 1943 roku wraz z Wagnerem kierował egzekucją grupy Żydów, których przywieziono do Sobiboru z obozu w Treblince, aby pracowali przy wywózce mienia, wyburzaniu budynków i zacieraniu śladów ludobójstwa.

### Dalsze losy
Pod koniec 1943 roku podobnie jak większość weteranów akcji „Reinhardt” został przeniesiony do Einsatz R operującej na wybrzeżu Adriatyku. Zadaniem tej jednostki była likwidacja miejscowych Żydów oraz walka z jugosłowiańską i włoską partyzantką. Frenzel służył w pododdziałach Einsatz R w Trieście i Fiume. Wiosną 1944 roku został poważnie ranny w wypadku motocyklu. Otrzymał Krzyż Zasługi Wojennej II klasy.
W ostatnim okresie wojny trafił do amerykańskiej niewoli. Do połowy maja 1945 roku był przetrzymywany w obozie jenieckim koło Monachium. Po zwolnieniu z niewoli pozostał tam jeszcze przez trzy miesiące, pracując w amerykańskiej kuchni. Przez pewien czas pracował także jako stolarz w Gießen. W listopadzie 1945 roku powrócił do swego domu w Lwówku Śląskim. Tego samego dnia zmarła jego żona Sofia – zgwałcona i zarażona durem brzusznym przez sowieckich żołnierzy.
Zatrudnił się w studiu filmowym w Getyndze jako kierownik sceny. Wkrótce znalazł również nową partnerkę życiową. Na początku lat 50. zachodnioniemiecka prokuratura wszczęła przeciw niemu dwa postępowania przygotowawcze, które dotyczyły odpowiednio jego służby w Sobiborze oraz w „ośrodku eutanazji” w Hadamarze. Oba postępowania zostały umorzone, gdyż w tym czasie jego miejsce pobytu pozostawało nieznane. 

### Śledztwo i proces
W lipcu 1959 roku Centrala Badania Zbrodni Narodowosocjalistycznych w Ludwigsburgu wszczęła śledztwo w sprawie zbrodni popełnionych w Sobiborze. Nazwisko Frenzla bardzo często pojawiało się w zeznaniach ocalałych więźniów. W konsekwencji 9 marca 1962 roku prokuratura w Dortmundzie wydała nakaz jego aresztowania. Zatrzymanie nastąpiło trzynaście dni później. Podczas przesłuchań Frenzel deklarował żal z powodu „niesprawiedliwości”, która spotykała Żydów w Sobiborze, niemniej konsekwentnie zaprzeczał, aby dopuścił się jakichkolwiek zbrodni. Twierdził nawet, że był lubiany przez żydowskich więźniów.
Akt oskarżenia przeciwko Frenzlowi i jedenastu innym esesmanom został wniesiony w czerwcu 1964 roku. Postawiono mu zarzut zamordowania 42 Żydów i współudziału w zgładzeniu kolejnych 250 tys. Proces załogi Sobiboru toczył się w Hagen w latach 1965–1966. Po samobójczej śmierci Kurta Bolendera Frenzel stał się głównym oskarżonym. Udowodniono mu zamordowanie sześciu osób i współudział w zamordowaniu 150 tys. Jako jedyny z oskarżonych został uznany winnym współsprawstwa w morderstwie i skazany na karę dożywotniego pozbawienia wolności.
Pod koniec grudnia 1976 roku został zwolniony z więzienia, lecz w maju 1980 roku zatrzymano go ponownie. W rezultacie spędził w więzieniu kolejnych szesnaście miesięcy. W kwietniu 1983 roku udzielił wywiadu byłemu więźniowi Sobiboru, Thomasowi Blattowi. W latach 1982–1985 jego sprawę rozpatrywał sąd apelacyjny, który utrzymał w mocy wyrok dożywotniego więzienia. Niemniej ze względu na wiek i stan zdrowia Frenzel nie powrócił już do celi. Zamieszkał w domu spokojnej starości w Garbsen w pobliżu Hanoweru, gdzie zmarł 2 września 1996 roku.

## Film
Frenzel jest jednym z głównych antagonistów w brytyjskim filmie telewizyjnym Ucieczka z Sobiboru z 1987 roku. W jego postać wcielił się Kurt Raab. 
Frenzel jest także głównym antagonistą w rosyjskim filmie Sobibór (ros. Собибор) z 2018 roku. W jego postać wcielił się Christopher Lambert.